# Гіні (Колорадо)
Гіні (англ. Heeney) — переписна місцевість (CDP) в США, в окрузі Самміт штату Колорадо. Населення — 74 особи (2020).

## Географія
Гіні розташоване за координатами 39°52′26″ пн. ш. 106°18′15″ зх. д. / 39.87389° пн. ш. 106.30417° зх. д. (39.873988, -106.304155).  За даними Бюро перепису населення США в 2010 році переписна місцевість мала площу 0,59 км², уся площа — суходіл.

## Демографія
Згідно з переписом 2010 року, у переписній місцевості мешкало 76 осіб у 43 домогосподарствах у складі 20 родин. Густота населення становила 129 осіб/км².  Було 151 помешкання (256/км²).
Расовий склад населення:
| - 94,7 % — білих - 2,6 % — азіатів |

До двох чи більше рас належало 2,6 %. Частка іспаномовних становила 2,6 % від усіх жителів.
За віковим діапазоном населення розподілялося таким чином: 7,9 % — особи молодші 18 років, 85,5 % — особи у віці 18—64 років, 6,6 % — особи у віці 65 років та старші. Медіана віку мешканця становила 50,7 року. На 100 осіб жіночої статі у переписній місцевості припадало 137,5 чоловіків;  на 100 жінок у віці від 18 років та старших — 141,4 чоловіків також старших 18 років.
Цивільне працевлаштоване населення становило 237 осіб. Основні галузі зайнятості: роздрібна торгівля — 33,3 %, будівництво — 32,1 %, науковці, спеціалісти, менеджери — 18,1 %, публічна адміністрація — 16,5 %.